# Dorfkirche Golm (Uckermark)

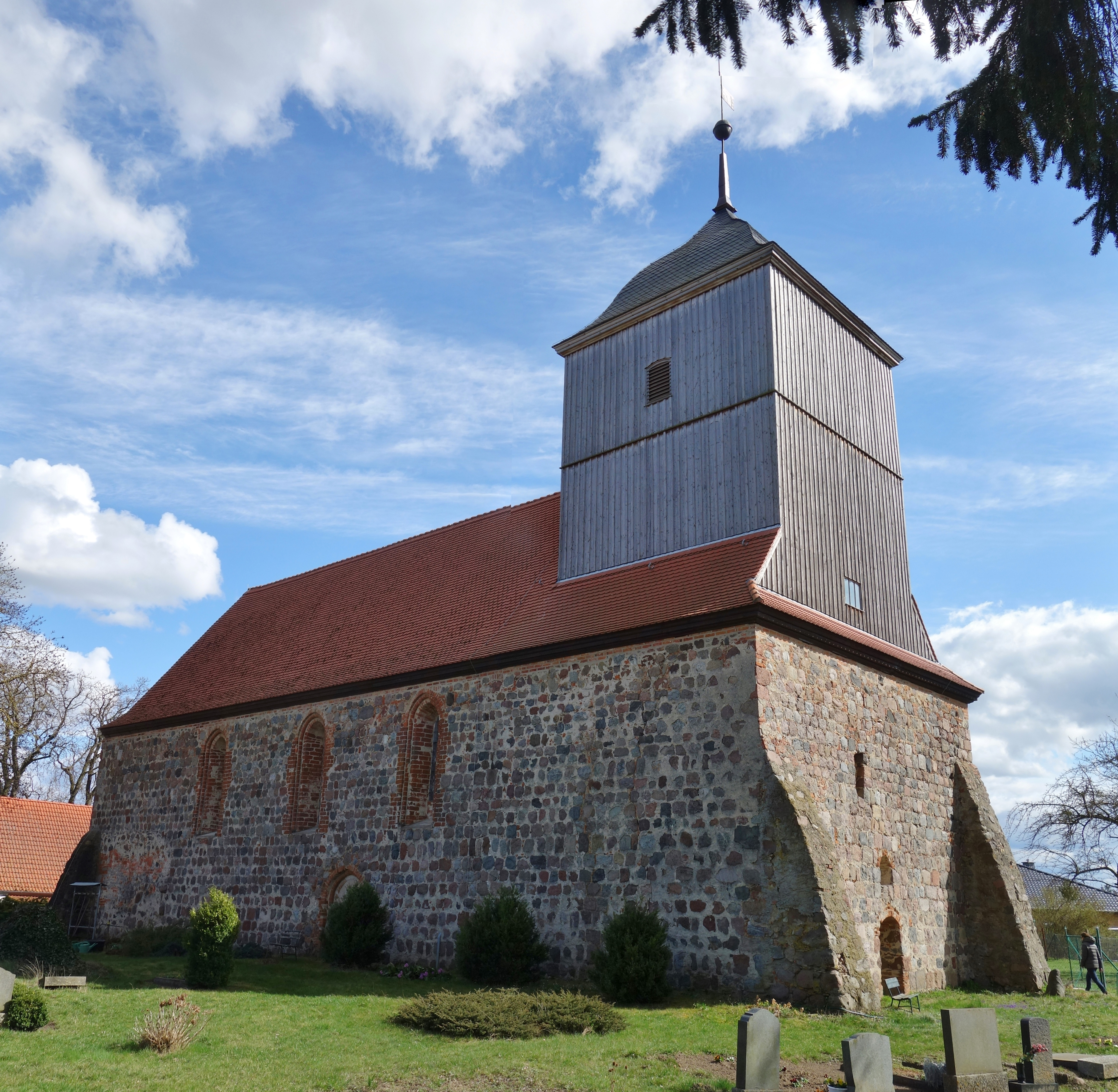
Nordwestansicht

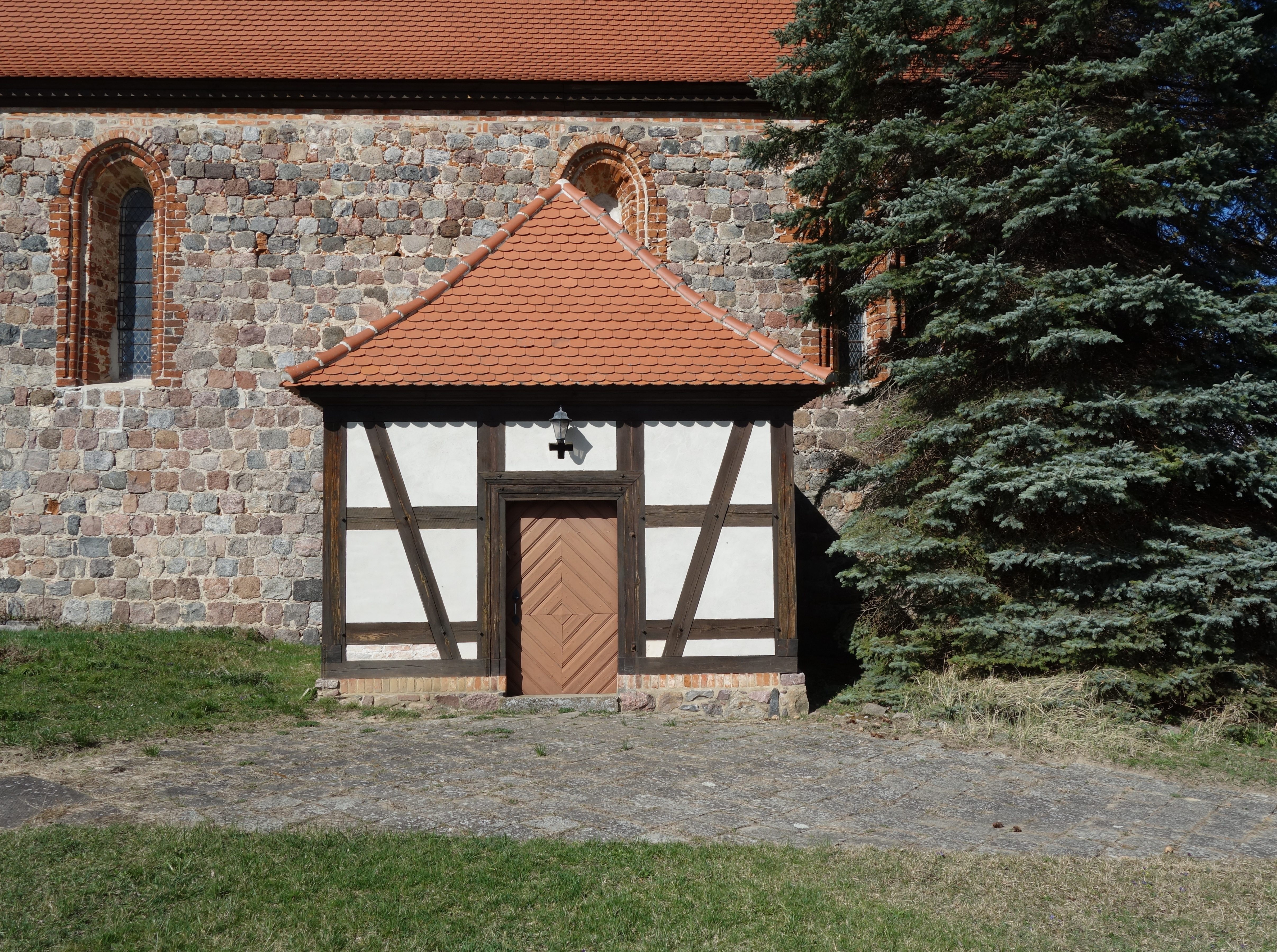
Fachwerkvorhalle

Die Dorfkirche Golm ist ein Kirchengebäude im Ortsteil Golm der Gemeinde Zichow im Landkreis Uckermark des Landes Brandenburg. Sie gehört zur Kirchengemeinde Gramzow im Kirchenkreis Uckermark der Evangelischen Kirche Berlin-Brandenburg-schlesische Oberlausitz.

## Architektur
Die ursprünglich gotische Kirche ist ein Saalbau aus Feldsteinmauerwerk der zweiten Hälfte des 13. Jahrhunderts. Der 30 m lange und 11 m breite Bau trägt ein Satteldach. Die Portale und Fenster mit eingelegten Rundstäben sind in Backstein ausgeführt. Im flachen Ostabschluss finden sich nur zwei Fenster. 
Das Gebäude wurde im Dreißigjährigen Krieg stark zerstört. So finden sich an der östlichen Nordwand noch die Reste eines früheren Sakristeianbaus. Die Westwand hat kein eigentliches Portal und wird durch zwei Strebepfeiler stabilisiert.
1711 bis 1714 wurde auf Betreiben der Familie von Arnim die Kirche aus der Ruine neu errichtet. Dabei erfolgten die Ergänzung des quadratischen, verbretterten Turmaufsatzes und der südlichen Fachwerkvorhalle. 

## Innengestaltung
Der Kanzelaltar mit seitlichen Durchgängen und Schnitzfiguren stammt aus dem Jahr 1711. Die Orgelempore und das Gestühl wurden ebenfalls zu Beginn des 18. Jahrhunderts geschaffen. Das Altarkruzifix aus Eisenguss ist ein Werk aus der ersten Hälfte des 19. Jahrhunderts. Ein silbervergoldeter Kelch und eine Patene stammen aus dem Jahr 1854. Die zinnerne Taufschale und Taufkanne sind Werke von 1855, ein Leuchterpaar aus versilbertem Zinn entstand um 1850. Zwei Kronleuchter aus Messing wurden vermutlich in der zweiten Hälfte des 19. Jahrhunderts geschaffen. Eine Glocke wurde 1712 von Johann Jakob Schultz gegossen.
Die Orgel ist ein Werk von Albert Lang aus dem Jahr 1875 mit acht Registern auf einem Manual und Pedal.